# Informator Miejski Wisły
Trwa dyskusja nad usunięciem tego artykułu, kliknij i weź w niej udział.
Informator Miejski Wisły – lokalny miesięcznik informacyjny, wydawany w latach 1993-1999 w mieście Wisła.
Pierwszy numer miesięcznika ukazał się w czerwcu 1993 r., ostatni (70.) – w lutym 1999 r. Wydawcą był Urząd Miejski w Wiśle, a redaktorem naczelnym Jan Cieślar. Objętość czasopisma wahała się od 4 do 8 stron, a jego nakład od 1500 do 2000 egzemplarzy wydawanych w druku czarno-białym, w formacie A4. Przez cały okres wydawania „Informatora” był on czasopismem bezpłatnym, dostępnym w większości instytucji kulturalnych w Wiśle, miejscowym punkcie informacji turystycznej oraz w wiślańskich punktach sprzedaży prasy.
Jego „następcą” historycznie (od marca 1999 r.) zostało „Echo Wisły”, wydawane przez Wiślańskie Centrum Kultury i Informacji.